# Peter Boylan
Peter Boylan (ur. 15 września 1944) – australijski kierowca wyścigowy.

## Życiorys
Na początku lat 80. rywalizował samochodami sportowymi, a w 1983 roku zadebiutował Raltem RT3 w Australijskiej Formule 2. W debiutanckim sezonie był siódmy, a rok później trzynasty. W latach 1985–1986 uczestniczył Raltem RT4 w Australijskiej Formule Mondial, zajmując w 1986 roku szóste miejsce. W sezonie 1996 zadebiutował w Australian GT Production Car Championship, uzyskując Subaru Imprezą WRX trzecie miejsce w klasie B i jedenaste w klasyfikacji ogólnej. W sezonie 2000 powtórzył trzecie miejsce w klasie B, ścigając się Hondą Integrą Type R. W latach 2002–2003 wygrywał BMW M3 wyścig 24h Bathurst. W sezonie 2002 rozpoczął uczestnictwo w serii Australian GT Performance Car Championship, w której ścigał się do 2007 roku. W latach 2006–2009 był uczestnikiem wyścigów Porsche Carrera Cup Asia. W roku 2011 zdobył Porsche 997 GT3 tytuł w klasie GT Challenge mistrzostw Australian GT Championship. Rok później zdobył wicemistrzostwo.